# 許個願吧！大喜
《許個願吧！大喜》，是颗粒所画的漫画。背景在校园，故事风格从甜蜜走向催泪。內容描述主角高大喜是不良少年除了戴老師没人敢和他過招。某日，老師要照顧住院的女兒天樂没办法就把大喜帶去，大喜就與天樂初次相遇。...獲得第三屆金漫獎年度大獎。

## 人物
高大喜
個性善良但有時會霸凌被霸凌的人，後與天樂結婚，領養高大海生下高又晨
戴天樂
因心臟病長不大，後小天捐贈心臟恢復，跟大喜結婚
陳宥聖（小天）
為了弟弟報仇而騙大喜說他是天使，後來轉世